# 西藏航空9833号班机事故
西藏航空9833号班机事故是指西藏航空公司从中国重庆江北国际机场飞往中国西藏自治区林芝米林机场的定期商业客运航班于2022年5月12日发生的一次事故，一架执飞该航线的A319-100飞机在重庆江北国际机场起飞时出现异常，机组选择中断起飞后飞机偏离跑道，随后飞机前部附近起火，所幸所有旅客和機組全部安全撤離，36人輕傷，飛機起火受損，两台引擎掉落，机身后部断裂，涉事飛機已因無維修價值而報廢。中国民航局宣布已经介入调查。
2023年8月4日，中国民用航空西南地区管理局发布通报，称事故的技术调查工作已结束，事故原因已查明，后续将向社会公布最终调查报告。

## 事故相关处理情况通报
2024年6月5日，中国民用航空西南地区管理局发布“关于2022年5月12日西藏航空TV9833航班偏出跑道事故相关处理（处罚）情况的通报“，报告中指出“经调查，2022年5月12日西藏航空TV9833航班偏出跑道事故是一起机组处置失误导致的运输航空一般事故。”
民航西南地区管理局按照相关法律、法规及规章，已对西藏航空公司及相关人员作出如下行政处理（处罚）决定：
一、对公司罚款九十万元。
二、受民航局委托，撤销责任机长、第二机长航线运输驾驶员执照权利。
三、吊扣副驾驶商用驾驶员执照六个月。
四、对公司时任两名主要负责人罚款2021年年收入百分之四十。
五、对公司时任其他三名负责人罚款2021年年收入百分之三十。
除上述行政处理（处罚）外，西藏自治区按照干部管理权限对公司时任两名主要负责人进行了政务处理。公司按照管理制度对九名管理人员进行了相应处理。

## 事故原因报告
2024年6月5日，中国民用航空西南地区管理局了发布《西藏航空 A319 B-6425号机 重庆机场起飞偏出跑道事故调查报告》。报告指出：“飞机高速滑跑至速度接近V1（145节）时，在副驾驶抵左舵保持滑跑方向的同时，责任机长受物品滑落干扰，失去对飞机状态的监控，无意识抵动左舵与副驾驶操纵叠加，导致飞机方向非预期左偏。发现偏差后，机组未执行标准喊话，责任机长收油门中断起飞，在最大刹车制动力和惯性共同作用下，机组未能进行有效修正，飞机高速（约127节）向左偏出跑道。
“飞机偏出跑道后，前起落架与03号跑道升降带内的盖板沟盖板、滑行道道肩侧向碰撞后受损折断。飞机在惯性作用下继续前冲，与03号跑道西侧距跑道中心线120米的开口明沟撞击，发动机、主起落架等部件脱落，机腹触地，飞机起火冒烟。”